# Nebulosa M2-9
La nebulosa M2-9 (también conocida como nebulosa de los Chorros Gemelos, nebulosa Alas de Mariposa o simplemente nebulosa Mariposa) es una nebulosa planetaria en la constelación de Ofiuco distante unos 2100 años luz de la Tierra. Es una nebulosa bipolar con dos lóbulos de material emitidos por la estrella central. Se estima que la capa exterior tiene unos 1200 años de edad.
La nebulosa M2-9 muestra las etapas finales de un estrella binaria. Situada en el centro de la nebulosa, las componentes son una estrella gigante y una enana blanca caliente con un período orbital de 120 años. Se piensa que la enana blanca cuando se encontraba en la secuencia principal era una estrella no muy distinta del Sol; tras pasar por la etapa de gigante roja, expulsó sus capas externas al espacio, quedando únicamente el remanente estelar. La velocidad del gas en expansión supera los 320 km/s.
El estudio de la nebulosa a lo largo de los años muestra un desplazamiento de sus características visibles de oeste a este. Su origen puede ser un rayo de energía giratorio que atraviesa el material que forma la nebulosa. Se cree que el rayo es colimado por la interacción de los vientos estelares del sistema binario.
La nebulosa M2-9 fue descubierta por Rudolph Minkowski en 1947.